# Wiesel (pansarbandvagn)

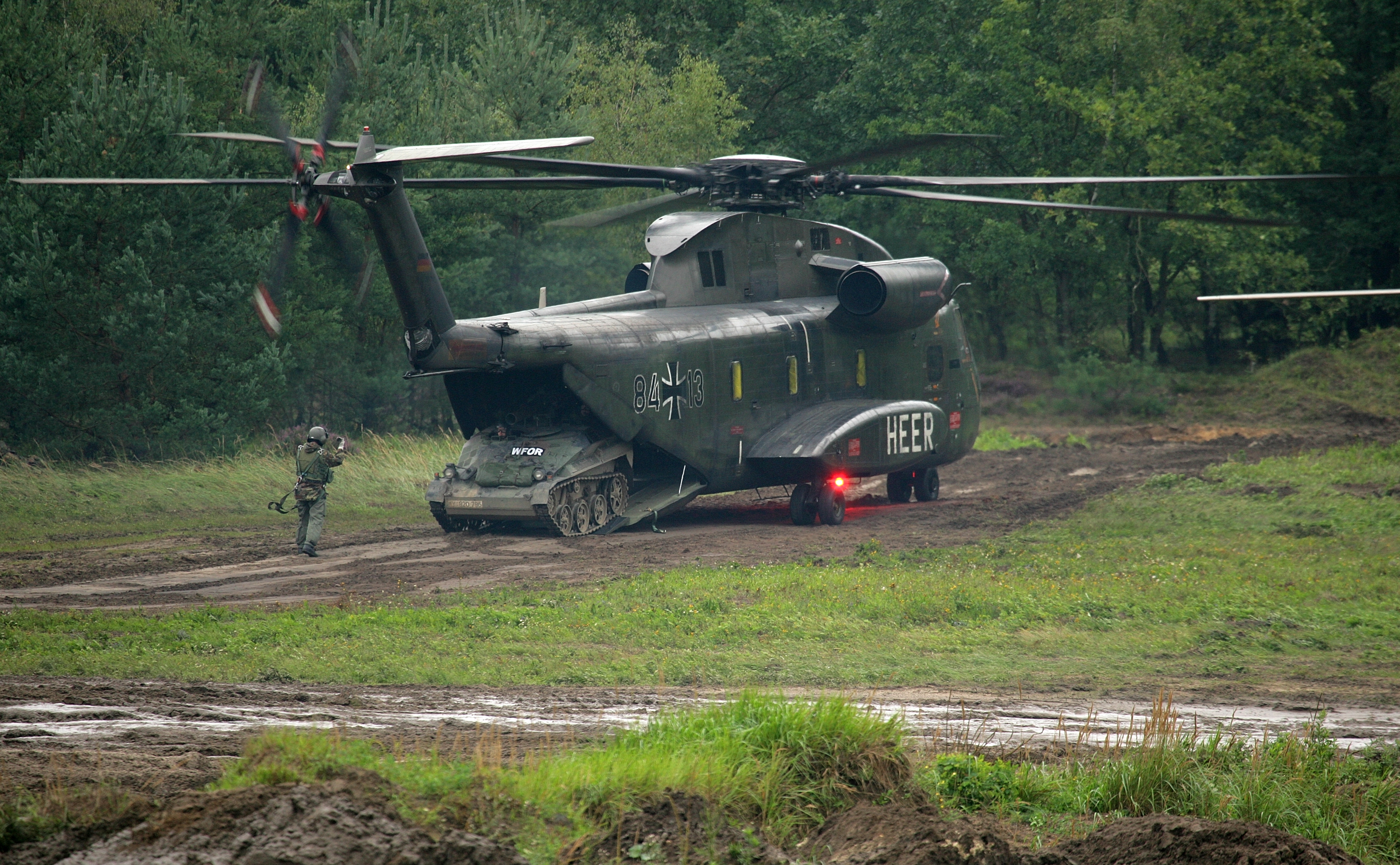

Wiesel är en lätt bepansrad plattform för bandfordon som utvecklades för Västtysklands försvarsmakt Bundeswehr under 1970-talet. Bandvagnen finns i olika varianter för spaning, ledning och stöd. Förutom de olika fordonsvarianterna skiljer sig även den mindre Wiesel 1 och den större Wiesel 2. Wiesel tillverkas av Rheinmetall Landsysteme.

## Varianter

### Wiesel 1

#### MK 20
Wiesel MK 20 används för eldstöd till infanteriet och för bekämpning av mjuka mål, men i vissa fall även mot hårda mål och långsamt och lågt flygande flygplan, särskilt helikoptrar. Wiesel 1:s huvudvapen är en 20 mm automatkanon MK 20 Rh 202 tillverkad av Rheinmetall med eldrörselevation av -10° till +45°. Besättningen består av endast två soldater.

#### TOW
TOW-vapensystemet är monterat på ett höjdjusterbart fäste. Den består av uppskjutningsröret och värmekameran som är avsedd för dag- och nattsyn.  Ammunitionsförrådet består av sex TOW 2. Fordonschefen leder fordonet och besättningen upprätthåller kommunikationsförbindelserna, observerar slagfältet och är skytt. Som sekundär beväpning har Wiesel TOW också en MG3. Under de närmaste åren kommer Wiesel att utrustas med pansarvärnsroboten Spike LR.

### Wiesel 2

#### Leichtes Flugabwehrsystem
Det tyska flygvapnets lätta luftvärnssystem (Leichtes Flugabwehrsystem, LeFlaSys) skyddar landstridskrafter mot lågt flygande fientliga attackflygplan och attackhelikoptrar. Samlingen består av spanings-, lednings- och eldledningsfordon (Aufklärungs-, Führungs- und Feuerleitfahrzeug, AFF) och Ozelot som vapenbärare för det lätta luftvärnssystemet. AFF klargör luftrummet med hjälp av radar på ett avstånd av 20 kilometer och samordnar eldledningen av upp till åtta vapenbärare. Utan en länk till AFF-fordonet använder Ozelot en infraröd sensor och en kamera för att själv identifiera flygmål. Den är beväpnad med fyra Stinger-missiler i ett Multi Launch System (MLS).

#### Sanitätstrupp
Sjukvårdstjänsten använder Wiesel 2 i kombination med en sjukvårdsgrupp. I denna variant kan Wiesel 2 ta hand om högst en liggande och två sittande skadade. De kan få medicinsk behandling i fordonet och transporteras till närmaste sjukvårdsinrättning. Besättningen på Wiesel 2-ambulansen består av två sjukvårdare (en av dem är befälhavare) och en sjukvårdare som också är förare. Med den integrerade medicinska utrustningen ombord kan patienternas vitalparametrar övervakas under hela transporten.

## Användare
| Land     | Wiesel 1 | Wiesel 2 | Totalt |
| -------- | -------- | -------- | ------ |
| Tyskland | 196      | 179      | 375    |
| Totalt   | 196      | 179      | 375    |